# Christopher Roper-Curzon (19e baron Teynham)
Christopher John Henry Roper-Curzon (6 mai 1896-5 mai 1972), est un officier de carrière de la Royal Navy et un pair anglais, siégeant à la Chambre des lords, où de 1946 à 1959, il est adjoint de Henry Moore (10e comte de Drogheda), puis de William Lewis (3e baron Merthyr) comme président des comités.

## Carrière

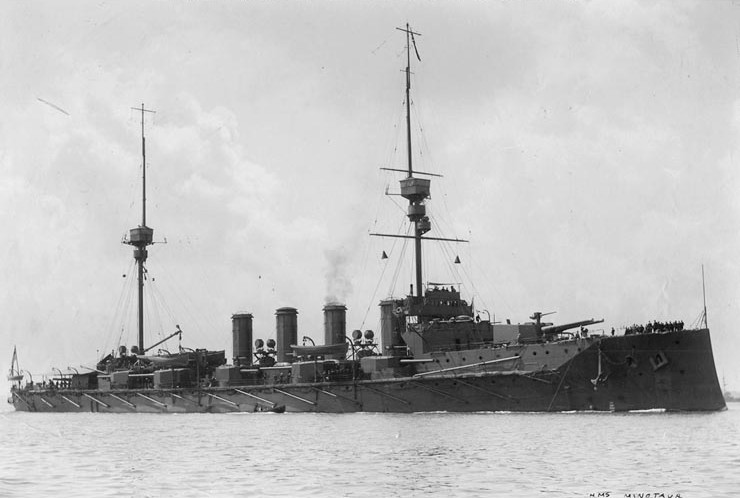
HMS Minotaure

Fils aîné de Henry Roper-Curzon (18e baron Teynham), de son mariage avec Mabel Wilkinson, Roper-Curzon fait ses études au Royal Naval College, Osborne, et au Royal Naval College, Dartmouth. Il participe au service actif pendant la Première Guerre mondiale, remportant à la fois la Croix du service distingué et l'Ordre du service distingué, servant avec la Grande Flotte comme officier des transmissions d'état-major sur le HMS Minotaur. En 1936, il succède à son père en tant que Lord Teynham. Pendant la Seconde Guerre mondiale, il est officier du service de contrôle naval pour le port de Londres, après quoi il commande des navires, dont le HMS Ambitious (F169), en mission de déminage pour l'invasion de l'Europe en 1944. Il prend sa retraite de la marine après la guerre avec le grade de capitaine.
A la Chambre des lords, il est Vice-Président des Comités de 1946 à 1959, et quand le Club de Yacht de la Chambre des Lords est établi en 1949, il est son premier vice-commodore. En dehors du parlement, il est membre de Trinity House, membre du Conseil de la Ligue navale, gouverneur de la Royal National Lifeboat Institution et directeur de Grayson Rollo et Clover Docks, Ltd., Coast Lines Ltd et d'autres sociétés.

## Domaines familiaux
Parmi les domaines détenus par la famille Curzon, on trouve le Kedleston Hall un domaine situé dans le Derbyshire, à Kedlestone, à environ 6 kilomètres au nord-ouest de Derby. Ce domaine sert de siège à la famille de Curzon. À la mort de Richard Curzon (2e vicomte Scarsdale), Kedleston Hall est trop cher pour être conservé, obligeant ainsi son cousin (Francis Curzon (en)), à transmettre la propriété à l'État en lieu et place des droits de succession.

## Vie privée
Le 19 octobre 1927, Roper-Curzon épouse Elspeth Grace Whitaker, fille de William Ingham Whitaker de son mariage avec Hilda Guilhermina Dundas, fille de Charles Saunders Dundas, 6e vicomte Melville (1843–1926). Ils ont deux fils, John Christopher Ingham Roper-Curzon (20e baron Teynham) (1928-2021) et Michael Henry (né en 1931), et divorcent en 1955. Le 11 février 1955, il se remarie à Anne Rita, fille du capitaine LCA St. J. Curzon-Howe et petite-fille de l'amiral Sir Assheton Curzon-Howe. Ils ont deux filles, Henrietta Margaret Fleur, née en 1955, et Holly Anne-Marie, née en 1963.
En 1788, Henry Francis Roper, 14e baron de Teynham, hérite de la richesse et du domaine de son cousin John Barnewall Curzon à Water Perry, dans le Northamptonshire, à sa mort. Henry ajoute son nom au sien par licence royale et devient Henry Francis Roper-Curzon.